# Símbolo de Pearson
O símbolo de Pearson, ou notação de Pearson, é usado em cristalografia como um meio para descrever uma estrutura cristalina, e originou-se pelo trabalho de W.B. Pearson. O símbolo é constituído de duas letras seguidas por um número. Por exemplo:
- Estrutura do diamante, cF8
- Estrutura do rútilo, tP6

As duas letras (em cursiva) especificam a rede de Bravais. A letra minúscula especifica a classe do cristal, e a letra maiúscula o tipo de rede. A figura do número dos átomos na célula unitária.